# Madame Kisling
Madame Kisling è un dipinto a olio su tela (46,2 x33,2 cm) realizzato nel 1917 dal pittore italiano Amedeo Modigliani.
È conservato presso la National Gallery of Art di Washington.
La donna ritratta è Renée Gros, la sposa di Moïse Kisling, pittore e amico di Modigliani. Era figlia di un comandante della Garde républicaine française.